# U-26号潜艇 (1913年)
陛下之26号潜艇是德意志帝国海军建造的一艘潜艇或称U艇。它由基尔的日耳曼尼亚船厂承建，于1913年10月16日下水，至1914年5月20日交付使用。U-26号是在第一次世界大战海战期间服役的329艘德国潜艇之一，并在波罗的海参加了大西洋潜艇战役。在其有限的运用生涯中，共击沉了5艘舰船，其中包括排水量为7775吨重的俄国装甲巡洋舰帕拉斯号——这是俄罗斯帝国海军在战争中的首次海损。U-26号于1915年8月出港后便未再返航，据推测它是在芬兰海岸附近触雷，艇内30名官兵全数失踪。

## 历史
U-26号是由德意志帝国海军于1911年3月18日向基尔的日耳曼尼亚船厂订购。它自1912年5月31日开始铺设龙骨，1913年10月16日下水，至1914年5月20日交付使用。在首任艇长、海军上尉埃格诺尔夫·冯·贝克海姆的领导下，该艇于第一次世界大战爆发后被部署至波罗的海，以对抗俄罗斯帝国海军。1914年8月，它作为掩护德国海军的几艘U艇之一参加了里加湾海战。

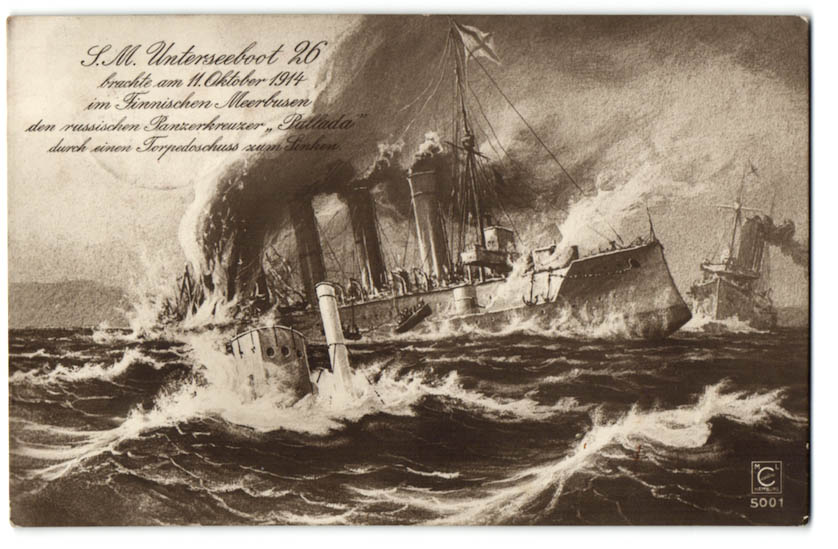
描绘被U-26号击沉的俄国巡洋舰帕拉斯号装甲巡洋舰插画

几周后，即1914年10月11日，U-26号在距离鲁萨略岛约16.5海里（30.6）的芬兰湾入口处成功地用鱼雷击中了排水量为7775吨的俄国装甲巡洋舰帕拉斯号。此次命中引爆了巡洋舰上的弹药舱，使之在数分钟内便告沉没，舰上597名官兵全数阵亡。这是俄国海军在一战中首艘被击沉的舰只。此后，贝克海姆率U-26号又击沉了容积总吨共计3700吨的3艘商船，以及于1915年5月击沉了3600吨重的俄国布雷艇叶尼塞号。
1915年8月11日，U-26号从利鲍启航前往芬兰湾巡逻。该艇未能在这次行动中返航。1915年8月30日下午6:30，英国潜艇E9号最后一次在克普灯塔西南部发现其踪迹。U-26号随后沉没。另有消息来源称，大约在1915年8月31日，该艇在芬兰海岸对开的海面上触及了一枚水雷，并连同艇内30名船员一起沉没。然而，U-26号也可能是因技术缺陷或人为失误而导致的海损。
2014年5月，潜水员在芬兰湾西部发现并确认了保存完好的U-26号残骸，它位于距帕拉斯号沉没地点很近的海底。

## 袭击历史摘要
| 日期           | 船名     | 船籍           | 吨位 | 结局 |
| -------------- | -------- | -------------- | ---- | ---- |
| 1914年10月11日 | 帕拉斯号 | 俄罗斯帝国海军 | 7775 | 击沉 |
| 1915年4月23日  | 弗罗克号 | 俄罗斯帝国     | 849  | 击沉 |
| 1915年6月4日   | 叶尼塞号 | 俄罗斯帝国海军 | 3600 | 击沉 |
| 1915年8月25日  | 伯朝拉号 | 俄罗斯帝国     | 1982 | 击沉 |
| 1915年8月30日  | 新地号   | 俄罗斯帝国     | 869  | 击沉 |

## 脚注
1. 1 2  Helgason, Guðmundur. . German and Austrian U-boats of World War I - Kaiserliche Marine - Uboat.net.   [22 December 2014].
2. ↑  Gröner，第4–5頁.
3. ↑  Herzog，第67頁.
4. ↑  Halpern，第36–37頁.
5. 1 2  Helgason, Guðmundur. . German and Austrian U-boats of World War I - Kaiserliche Marine - Uboat.net.   [22 December 2014].
6. ↑  Herzog，第88頁.
7. ↑  Kemp，第15頁.
8. ↑  Finnish divers find century-old German sub. （页面存档备份，存于） Tauchervideo (englisch; abgerufen am 4. Juni 2014).
9. ↑  A hundred year old World War I mystery solved – SM U-26 has been found. （页面存档备份，存于） Fundbericht des Tauchclubs (englisch; abgerufen am 8. Dezember 2016).
10. ↑  Sein Schicksal bewegte die Bürger. （页面存档备份，存于） Artikel zum 100-sten Todestag des Kommandanten Egenolf von Berckheim in den Weinheimer Nachrichten, 25. August 2015 (abgerufen am 5. Juni 2017).